# Psalistops solitarius
Psalistops solitarius är en spindelart som först beskrevs av Simon 1889.  Psalistops solitarius ingår i släktet Psalistops och familjen Barychelidae.
Artens utbredningsområde är Venezuela. Inga underarter finns listade i Catalogue of Life.